# Nyimesd
Nyimesd (Nimăiești), település Romániában, a Partiumban, Bihar megyében.

## Fekvése
A Bihar-hegység alatt, a Kreszulya-patak mellett, Belényestől északkeletre fekvő település.

## Története
Nyimesd nevét 1552-ben említette először oklevél Vajdafalva néven.
1692-ben Vaydafalua, 1808-ban Vajdafalva, Nyimoesd, 1888-ban Nyimoesd (Vajdafalva), 1913-ban Nyimsd néven íták.
A település földesura a nagyváradi görögkatolikus püspök volt, mely itt a 20. század elején is birtokos volt.  
1910-ben 1086 lakosából 7 magyar, 1079 román volt. Ebből 1077 görögkeleti ortodox volt.
A trianoni békeszerződés előtt Bihar vármegye Belényesi járásához tartozott.

## Nevezetességek
- Görög keleti temploma - 1860-ban épült.